# Johnny Unitas
Pro Football Hall of Fame 1979
(en) Statistiques sur pro-football-reference
Johnny Unitas, né le 7 mai 1933 à Pittsburgh et mort le 11 septembre 2002, est un joueur de football américain évoluant au poste de quarterback.
Élu au Pro Football Hall of Fame en 1979, il est l'un des meilleurs joueurs des années 1960, décennie lors de laquelle le football américain devient le sport favoris des Américains.
Désigné meilleur joueur de la National Football League en 1959, 1964 et 1967, il est considéré comme l'un des meilleurs quarterbacks de tous les temps.

## Carrière

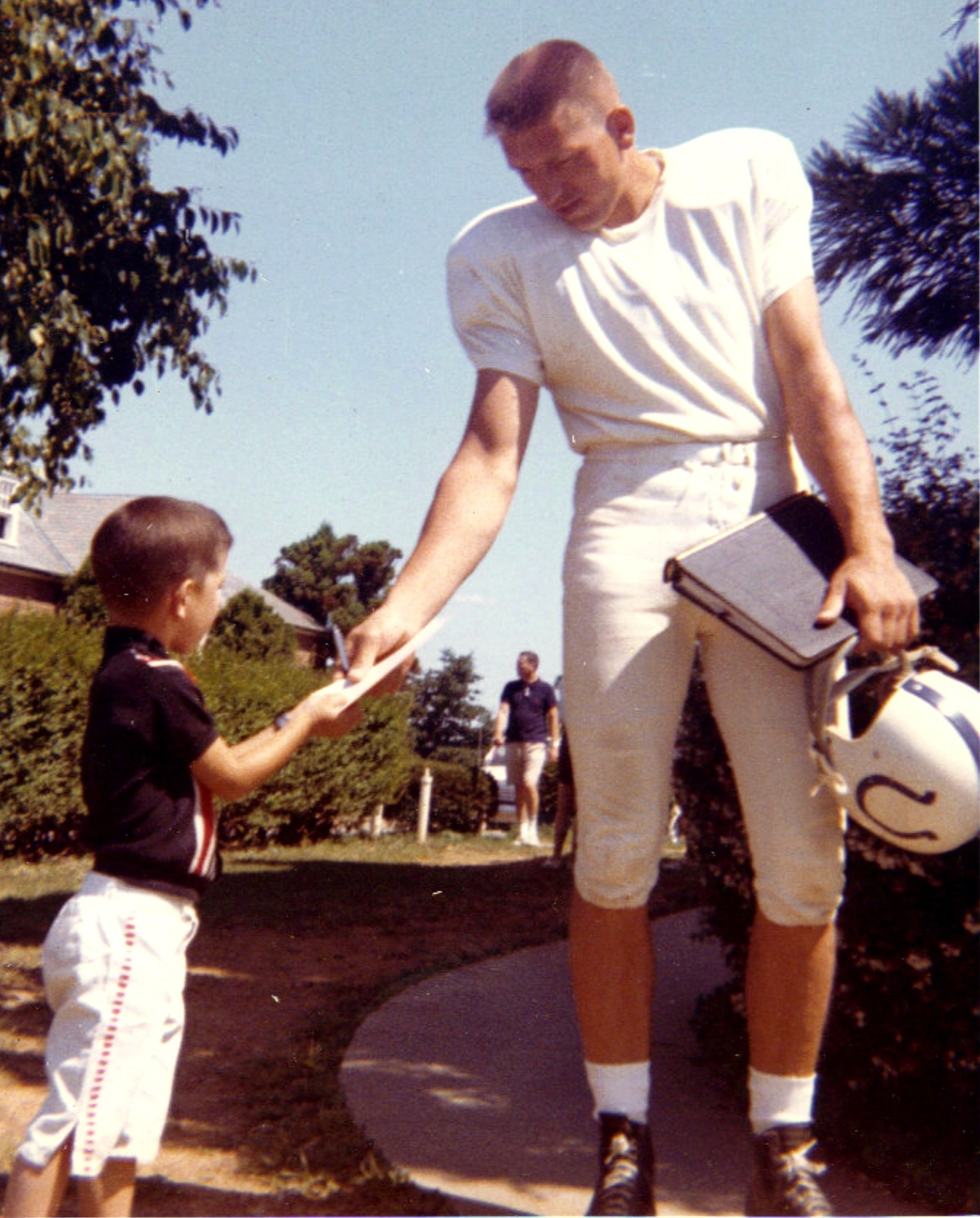
Johnny Unitas en 1964.

Johnny Unitas grandit dans la pauvreté. Son père meurt alors que Johnny a cinq ans.
Rejeté par l'Université de Notre Dame, Unitas est accepté par l'Université de Louisville qui sort d'une saison négative et a des difficultés financières.
Sélectionné en 102e position (9e tour) lors de la draft 1955 par les Steelers de Pittsburgh, Johnny Unitas est écarté de l'effectif avant le début de la saison 1955 car il est jugé trop lent. Il est alors contraint de travailler dans la construction la semaine à Pittsburgh et de jouer en semi-professionnel le week-end pour six dollars par match pour l'équipe des Rams de Bloomfield.
À l'issue de la saison 1955, les Baltimore Colts recrutent Unitas où il devient quarterback titulaire dès le quatrième match de la saison 1956. Si sa première passe sous statut pro est interceptée, ceci ne l'empêche pas de réaliser une carrière de 18 saisons. Lors de sa deuxième saison, en 1957, il termine avec le plus grand nombre de yards gagnés à la passe (2 550 yards) et de touchdowns (24) du championnat.
Unitas confirme ses performances en 1958 et mène son équipe à la finale du championnat contre les Giants de New York. Le match est joué le 28 décembre 1958 et est télévisé nationalement sur la chaîne NBC. Cette partie historique est la première de l'histoire de la NFL à avoir une prolongation. Au bout de celle-ci, Unitas gagne la rencontre sur le score de 23 à 17.
La saison 1959 marque la reconnaissance du talent individuel de Johnny Unitas. Il est nommé meilleur joueur de la ligue pour la première fois, dominant de nouveau la ligue en termes de touchdowns, yards gagnés et passes complétées. Le quarterback mène les Colts à un nouveau titre de champion. Unitas perd cependant la finale du championnat contre les Browns de Cleveland sur le score de 27 à 0.
Le début des années 1960 est plus compliqué. Plusieurs joueurs clefs de l'équipe se blessent et les Colts de Unitas ne sont pas capables de remporter un nouveau titre.
En 1964, il revient au plus haut niveau, mène son équipe à un bilan de 12 victoires pour 2 défaites, inscrit 19 touchdowns pour seulement 6 interceptions et est de nouveau élu meilleur joueur de la National Football League.
Élu de nouveau meilleur joueur de la ligue en 1967 malgré une épicondylalgie du coude, il perd lors des séries éliminatoires contre les Rams.
Il passe la plus grande partie de la saison suivante sur le banc à cause de blessure à l'épaule. Remplacé par Earl Morrall, il participe tout de même au Super Bowl III lors duquel il sort du banc mais ne peut empêcher la défaite contre les Jets de New York de Joe Namath.
Unitas redevient titulaire en 1969 après avoir soigné son épaule mais échoue à se qualifier pour les séries éliminatoires. En 1970, alors que les ligues NFL et AFL fusionnent, il parvient à se qualifier pour le Super Bowl. Opposé aux Cowboys de Dallas lors du Super Bowl V, il parvient à lancer une passe de 75 yards pour un touchdown mais doit sortir sur blessure dans le deuxième quart-temps. Earl Morrall entre alors en jeu et mène l'équipe à une victoire 16 à 13.
Dès lors, Unitas décline jusqu'à être échangé au Chargers de San Diego en 1973. Après plusieurs rencontres décevantes et de nombreuses interceptions, il est remplacé par le débutant Dan Fouts. Johnny Unitas termine sa carrière de 18 saisons dans la National Football Ligue avec 2 830 passes complétées sur 5 186 tentatives pour un total de 40 239 yards gagnés. Il marque 290 touchdowns pour 253 interceptions et court également pour 1 777 yards et 13 touchdowns.
Il participe à dix éditions du Pro Bowl. Le plus étonnant des nombreux records de Johnny Unitas est la série de 47 matchs consécutifs avec au moins une passe pour marquer un touchdown. Record qui n'est battu que le 7 octobre 2012 par Drew Brees lors du match de saison régulière contre les Chargers de San Diego.
Il meurt d'une attaque cardiaque en 2002 à l'âge de 69 ans.

## Statistiques NFL/AFL
- 211 matchs joués en 18 saisons
- 5 186 passes tentées
- 2 830 passes complétées
- 40 239 yards gagnées en passe
- 290 passes pour un touchdown
- 253 passes interceptées
- 450 courses
- 1 777 yards gagnées en course
- 13 touchdowns marqués sur course